# マイケル・グレッツェル

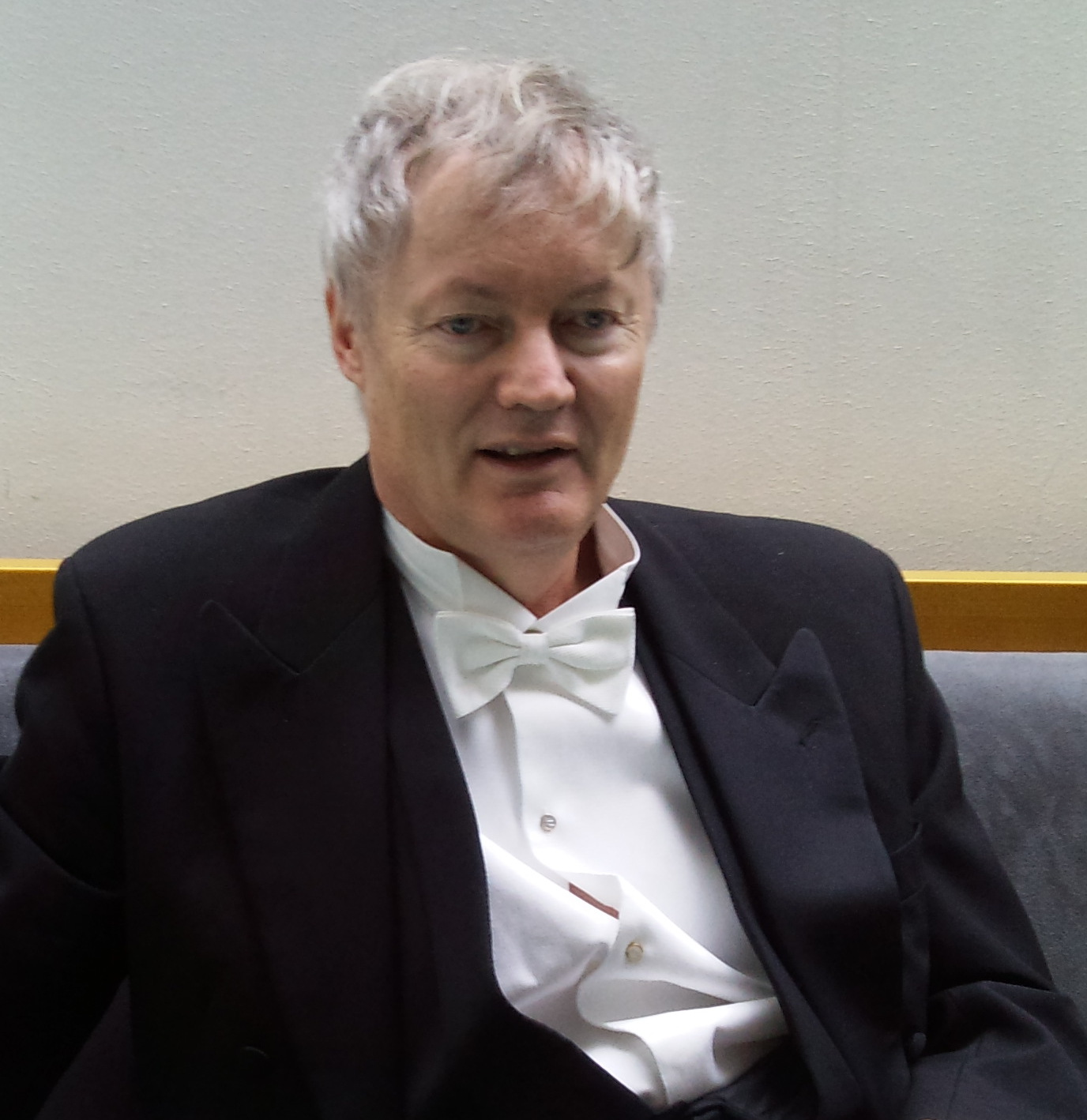
マイケル・グレッツエル

マイケル・グレッツェル（Michael Grätzel、1944年5月11日 - ）はスイスの化学者。スイス連邦工科大学ローザンヌ校教授。色素増感太陽電池の発明者として知られる。

## 来歴
ドイツ・ザクセン州生まれ。1968年ベルリン自由大学卒業。1971年にベルリン工科大学から自然科学のPh.D.を取得。
2016年2月の時点で、グレッツェルのチームが色素増感太陽電池での最高記録となる15%のエネルギー変換効率を達成している。また2012年以降、成均館大学校の朴南圭らと共同で固体型ペロブスカイト太陽電池の研究を行っている。
2022年王立協会外国人会員選出。

## 受賞歴
- 2007年 ハーヴェイ賞
- 2009年 バルザン賞、トムソン・ロイター引用栄誉賞
- 2010年 ミレニアム技術賞
- 2011年 パウル・カラー・ゴールドメダル 、ヴィルヘルム・エクスナー・メダル
- 2012年 アルベルト・アインシュタイン世界科学賞
- 2015年 キング・ファイサル国際賞
- 2016年 センテナリー賞、パラケルスス賞
- 2018年 アウグスト・ヴィルヘルム・フォン・ホフマン・メダル

## 参照
- Prof. Michael Graetzel. Abgerufen